# Izumi Todo
Izumi Todo (東堂いづみ, Tōdō Izumi) és a qui se li atribueix la creació de diverses sèries i franquícies com La màgica Do-Re-Mi o Pretty Cure. Izumi Todo no és realment una persona física, sinó el pseudònim que fan servir els productors de Toei Animation per aparèixer acreditats com una única entitat. Aquest nom ve de com es deia abans Toei Animation; "Tōei Dōga o Izumi Studio, 東映アニメーション株式会社". Aquest pseudònim es va fer servir per primer cop amb "La màgica Do-re-mi".

## Sèries acreditades
- Franquícia "La màgica Do-re-mi"
  - La màgica Do-re-mi, Ojamajo Doremi
  - La màgica Do-re-mi #, Ojamajo Doremi #
  - Més màgica Do-re-mi, Motto! Ojamajo Doremi
  - La màgica Do-re-mi Patàm!, Ojamajo Doremi Dokkan!
  - Els secrets de la màgica Doremi, Ojamajo Doremi Na-i-sho
- Pi Po Pa Po Patrol-kun
- Ashita no Nadja
- Franquícia "Pretty Cure"
  - Futari wa Pretty Cure / Futari wa Pretty Cure Max Heart
  - Futari wa Pretty Cure Splash★Star
  - Yes! PreCure 5 / Yes! PreCure 5 GoGo!
  - Fresh Pretty Cure!
  - HeartCatch PreCure!
  - Suite Pretty Cure♪
  - Smile PreCure!
  - Doki Doki! PreCure
  - HappinessCharge PreCure!
  - Go! Princess PreCure
  - Maho Girls PreCure!
  - KiraKira PreCure A La Mode
  - HUGtto! PreCure
  - Star Twinkle PreCure
  - Healin' Good PreCure
- Gin'iro no Olynssis
- Hatara Kizzu Maihamu Gumi
- Marie and Gali
- Kyousogiga